# Белорусская федерация стендовой стрельбы
Белорусская федерация стендовой стрельбы — общественное объединение, спортивная организация Республики Беларусь.

## История
Белорусские стрелки завоёвывали медали в составе сборной Советского союза на чемпионатах мира в 1970-х годах (например, А. Андрошин стал чемпионом мира в 1973 году). В начале 1990-х годов белорусская стендовая стрельба пришла в упадок . Но и в такой ситуации белорусские стрелки выступали на международных соревнованиях — в 1996 году Ю. Столыпин завоевал серебряную медаль на чемпионате Европы в личном зачёте.
Белорусская федерация стендовой стрельбы была образована в 2000 году. Её председателем является Андрей Александрович Геращенко, член Национального олимпийского комитета Республики Беларусь .
В национальную команду по стендовой стрельбе входят 20 белорусских стрелков, регулярно участвующих в различных соревнованиях как национального, так и мирового уровня.
В октябре 2010 года Белорусская федерация стендовой стрельбы включена в состав Международной федерации стрельбы из спортивно-охотничьего оружия (FITASC).
На текущий момент федерация объединяет более 2000 человек.

Чемпионат Европы по компакт-спортингу, Минск, 2006

## Цели и задачи федерации
- популяризация стендовой стрельбы в Беларуси;
- развитие стендовой стрельбы как вида спорта, отдельные дисциплины которого входят в программу Олимпийских игр;
- содействовие организациям физической культуры и спорта в их деятельности по развитию стендовой стрельбы, в том числе с помощью улучшения материально-технической базы спортивных организаций республики для обеспечения их деятельности;
- взаимодействовие и сотрудничество с Европейскими стрелковыми федерациями и клубами в рамках обмена опытом, популяризации стендовой стрельбы, оборудования стрелковых стендов, проведения и организации соревнований (клубных, республиканских, международных).

## Стрельбище
ОО «Белорусская федерация стендовой стрельбы» является учредителем первого стрелкового клуба в Беларуси — Sporting Club. Стрелковый стенд был открыт в 2003 году и включает в себя пять стрелковых площадок. С 2005 года Sporting Club является центром олимпийской подготовки сборной команды Республики Беларусь по стендовой стрельбе .

## Соревнования

Финал Кубка мира по стендовой стрельбе (Минск, 2008 г.)

Федерацией проводятся соревнования по всем дисциплинам стендовой стрельбы. Уже стали традиционными открытый Кубок Беларуси, чемпионат Беларуси, а также открытый Кубок федерации. На эти турниры ежегодно съезжаются лучшие стрелки из Белоруссии и зарубежья.
В мае 2006 года в Минске был проведён чемпионат Европы по компакт-спортингу, организованный Международной стрелковой федерацией (FEDECAT), Стрелковым союзом России и Белорусской федерацией стендовой стрельбы 
В сентябре 2008 года Белорусской федерацией стендовой стрельбы при поддержке Министерства спорта и туризма Беларуси был организован Финал Кубка мира по стендовой стрельбе, в котором приняли участие 57 сильнейших стрелков мира .
В июне 2009 года на стрелковых площадках федерации прошёл этап Кубка мира по стендовой стрельбе .

## Рейтинг белорусских стрелков
Рейтинг стрелков Белорусской федерации стендовой стрельбы

### Compak Sporting
1. Лавриш Марек

### Skeet
1. Геращенко Андрей
2. Баранов Дмитрий
3. Кукобако Валерий
4. Тортиков Алексей
5. Эзотериков Антон
6. Виктор Цой

### Trap
1. Лаговский Александр
2. Дерюгин Артем
3. Шмарловский Юрий